# ゴネッツ
ゴネッツ(Gonets、ロシア語:Гонец)は、ロシアの民間の低軌道通信衛星システムである。軍事通信衛星のストレラに由来する多くの人工衛星から構成される。システムの試験と確認のために用いられた最初の2機は、1992年7月13日にプレセツク宇宙基地からツィクロン3で打ち上げられ、ゴネッツDという符号をつけられた。ゴネッツD1という符号をつけられた最初の運用衛星は、1996年2月19日に打ち上げられた。打上げ後、最初の3機の衛星だけには、軍事用のコスモス番号もつけられた。
軌道上には、10機の運用衛星と2機の実証機がある。2000年12月27日に打ち上げられた3機は、打上げの失敗により失われた。ゴネッツ衛星の新しいシリーズであるゴネッツD1Mは、現在軌道にある衛星を置き換えることになっている。D1Mの最初の1機は、2005年12月21日にコスモス3Mで打ち上げられた。2機目のD1M衛星は、2010年9月8日にロコットで打ち上げられた。
ゴネッツは、元々ロシア連邦宇宙局の計画であったが、1996年に民営化され、現在はGonets SatComが運用を行っている。
2013年時点では、システムは5機の衛星（3機のゴネッツMと2機のゴネッツD1）から構成されている。9月11日、プレセツク宇宙基地から打ち上げられたロコットにより、3機のゴネッツMが最終的な軌道に乗せられた。